# Chuquihuta (gemeente)
Chuquihuta is een gemeente (municipio) in de Boliviaanse provincie Rafael Bustillo in het departement Potosí. De gemeente telt naar schatting 9.007 inwoners (2018). De hoofdplaats is Chuquihuta.